# بيتر ريان
بيتر ريان (بالإنجليزية: Peter Ryan) (و. 1940 – 1962 م) هو سائق فورمولا 1 كندي، ولد في فيلادلفيا، شارك في لو مان 24 ساعة، توفي في باريس، عن عمر يناهز 22 عاماً.
.

## روابط خارجية
- بيتر ريان على موقع Racing-Reference.info (الإنجليزية)
- بيتر ريان على موقع DriverDB.com (الإنجليزية)